# ÖBB X556.1

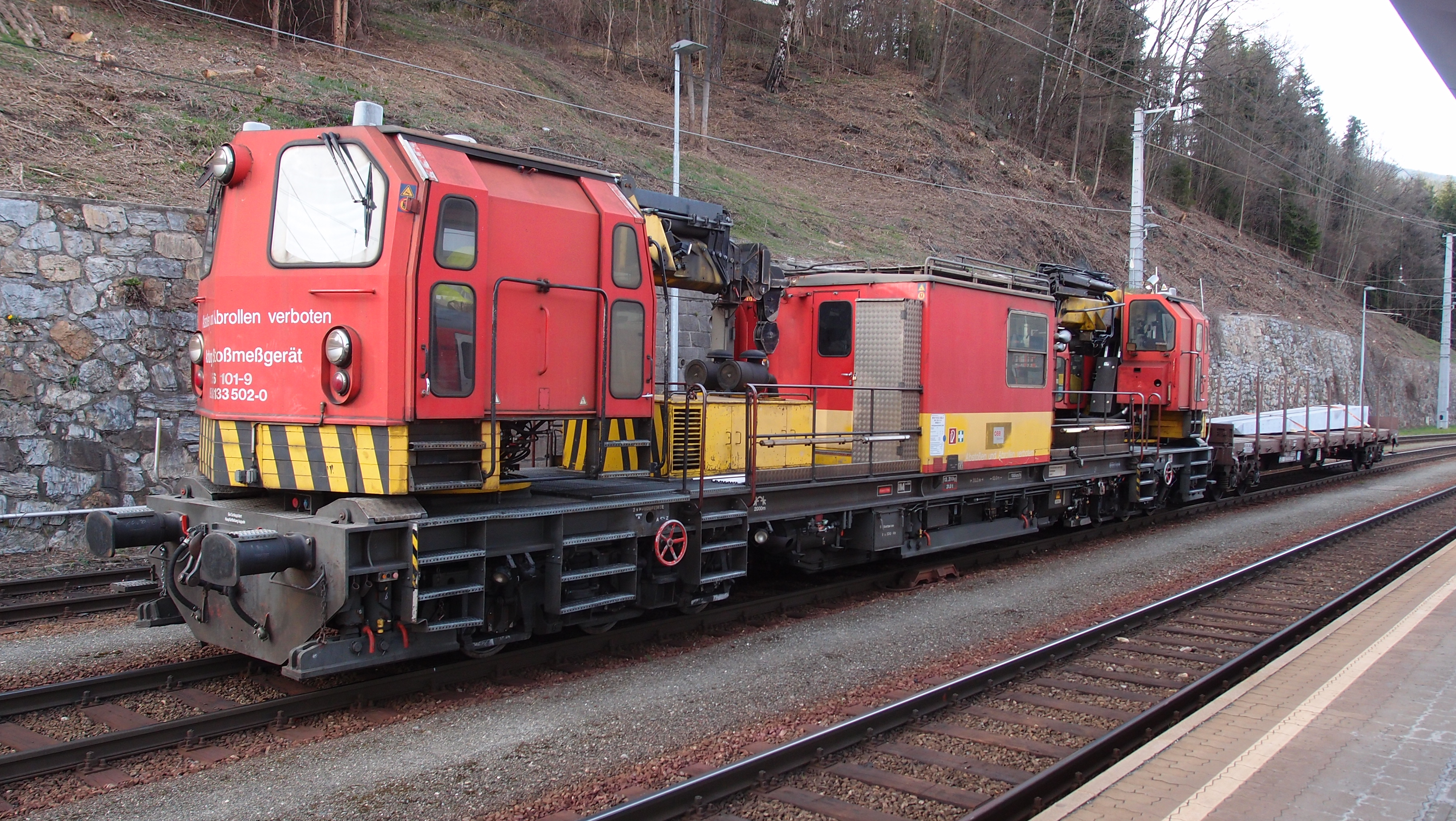
SKL X556 101-4 in Leoben

Die Reihe X556.1 gehört zum neuen Fahrleitungsumbauzug der ÖBB, der einen raschen, kostengünstigen und qualitativen Ab- bzw. Neubau der Fahrleitungsanlagen ermöglicht.

## Entwicklung
Die Firma Plasser & Theurer lieferte bereits 1990 Fahrleitungsumbauzüge (FUMA) an die Schwedischen Staatsbahnen beziehungsweise an die Schweizerischen Bundesbahnen, mit denen beide Bahnverwaltungen die besten Erfahrungen machten. Die ÖBB haben bis dato ihre Fahrleitungsanlagen sehr zeit- und kostenaufwendig montiert, indem mittels verschiedenen Dampf- und Dieselkränen der Zugförderung Fahrleitungsmasten gesetzt wurden. Der Fahrdraht beziehungsweise das Trägerseil wurden zeitaufwendig mit den älteren Turmwagen (beispielsweise ÖBB X534) aufgezogen. Eine Änderung sollte der neue Fahrleitungsumbauzug bringen, den die ÖBB 1996 bei Plasser & Theurer bauen ließen. Der FUMA-Zug besteht aus mehreren Fahrzeugen, die als Zugkomposition mit wenig Zeitaufwand ganze Fahrleitungssektoren neu errichten können.

## Fahrzeugbau
Zum Aufstellen der Masten dient ein sechsachsiges, dieselhydraulisches selbstfahrendes Fahrzeug, das Maststellgerät MAGE X556.101. An beiden Enden sind Teleskop-Schwenkkräne mit speziellen Klemmgreifern für die Betonmasten aufgebaut. Der MAGE X556.101 kann auch solo eingesetzt werden. Zum FUMA-Zug gehören unmittelbar folgende Fahrzeuge, die sich in der Arbeitsweise in Abtrags- und Aufbauseite unterteilt: Bei der Abtragsseite beginnt zuerst ein Fahrleitungs-Gerüstwagen X554.1 mit höhenverstellbarer Hebebühne mit dem Abbau der Hänger und Y-Seile. Es folgt ein Motorturmwagen X552 mit dem Windenwagen X501.001, der die alte Fahrleitung und das Trägerseil auf zwei getrennte Trommeln aufrollt. Es folgt nun die Aufbauseite mit dem in Sichtweite folgenden, antriebslosen FUMA-Steuerwagen, der eine schwenkbare Hebebühne hat und aus einem Güterwagen der Bauart Gabs entstanden ist. Der FUMA-Steuerwagen ist mit der Fahrleitungsumbaumaschine X556.001 sowie mit einem antriebslosen FUMA-Anhänger X554.201 gekuppelt. Mit dem X556.001 wird mittels zwei Rollen der neue Fahrdraht aufgezogen und mit dem nachfolgenden Anhänger wird die Fahrleitung bzw. das Tragseil justiert und befestigt. Das Montagepersonal kann vom Anhänger aus die Umbaumaschine mittels Fernsteuerung bedienen. Es folgen noch abschließend zwei Fahrleitungsgerüstwagen X554.1, die die restlichen Arbeiten wie das Anbringen der Y-Seile usw. erbringen.

## Einsatz
Der FUMA-Zug kommt meistens bei kompletten Fahrleitungsumbauten bzw. -neubauten zum Einsatz und wird im gesamten österreichischen Bundesgebiet eingesetzt.